# Panicum pygmaeum
Panicum pygmaeum är en gräsart som beskrevs av Robert Brown. Panicum pygmaeum ingår i släktet vipphirser, och familjen gräs. Inga underarter finns listade i Catalogue of Life.